# Iglesia de la Santa Comunión
La Iglesia de la Santa Comunión  es una iglesia histórica ubicada en Nueva York, Nueva York. La Iglesia de la Santa Comunión se encuentra inscrita como un Hito Histórico Neoyorquino en la Comisión para la Preservación de Monumentos Históricos de Nueva York al igual que en el Registro Nacional de Lugares Históricos desde el 17 de abril de 1980. Richard Upjohn fue el arquitecto de la Iglesia de la Santa Comunión.

## Ubicación
La Iglesia de la Santa Comunión se encuentra dentro del condado de Nueva York en las coordenadas 40°44′28″N 73°59′40″O / 40.741111, -73.994444.